# Marius Thévenet
Pour les articles homonymes, voir Thévenet.
François-Marie Thévenet, né à Lyon le 6 avril 1845 et mort à Paris le 8 avril 1910, était un avocat et homme politique français.

## Biographie
Il fut député du Rhône de 1885 à 1892, puis sénateur représentant le même département de 1892 à 1900, succédant ainsi à Achille Testelin, sénateur inamovible décédé.
Il fut également ministre de la Justice et des Cultes du 22 février 1889 au 16 mars 1890, dans le second gouvernement de Pierre Tirard.